# أستراليا المفتوحة 2003
هنا قائمة ببطولات أستراليا المفتوحة لسنة 2003:

## الكبار

### فردي رجال
أندريه أغاسي هزم  راينر شتلر, 6-2, 6-2, 6-1

### فردي سيدات
سيرينا ويليامز هزم  فينوس ويليامز, 7-6, 3-6, 6-4

### زوجي رجال
ميشيل لودرا و فابريس سانتورو هزم  مارك نوليز و دانييل نيستور, 6-4, 3-6, 6-3

### زوجي سيدات
سيرينا ويليامز و فينوس ويليامز هزم  فيرجينيا روانو باسكال و باولا سواريز, 4-6, 6-4, 6-3

### زوجي مختلط
مارتينا نافراتيلوفا و ليندر بايز هزم  تود وودبريدج و إيلايني دانيلايدو, 6-4, 7-5

## الشباب

### فردي أولاد
ماركوس باجداتيس () هزم فلوران ميرجا (), 6-4, 6-4

### فردي بنات
باربورا سترايكوفا () هزم فيكتوريا كوتوزوفا (), 0-6, 6-2, 6-2

### زوجي أولاد
سكوت أودسيما وفيليب سايموندز ()

### زوجي بنات
كيسي ديلأكوا وأدريانا سزيلي ()